# Jan de Jong
Pour les articles homonymes, voir De Jong.
Jan de Jong (19 juillet 1917 - 1er janvier 2001) est un architecte néerlandais de la Bossche School.

## Biographie

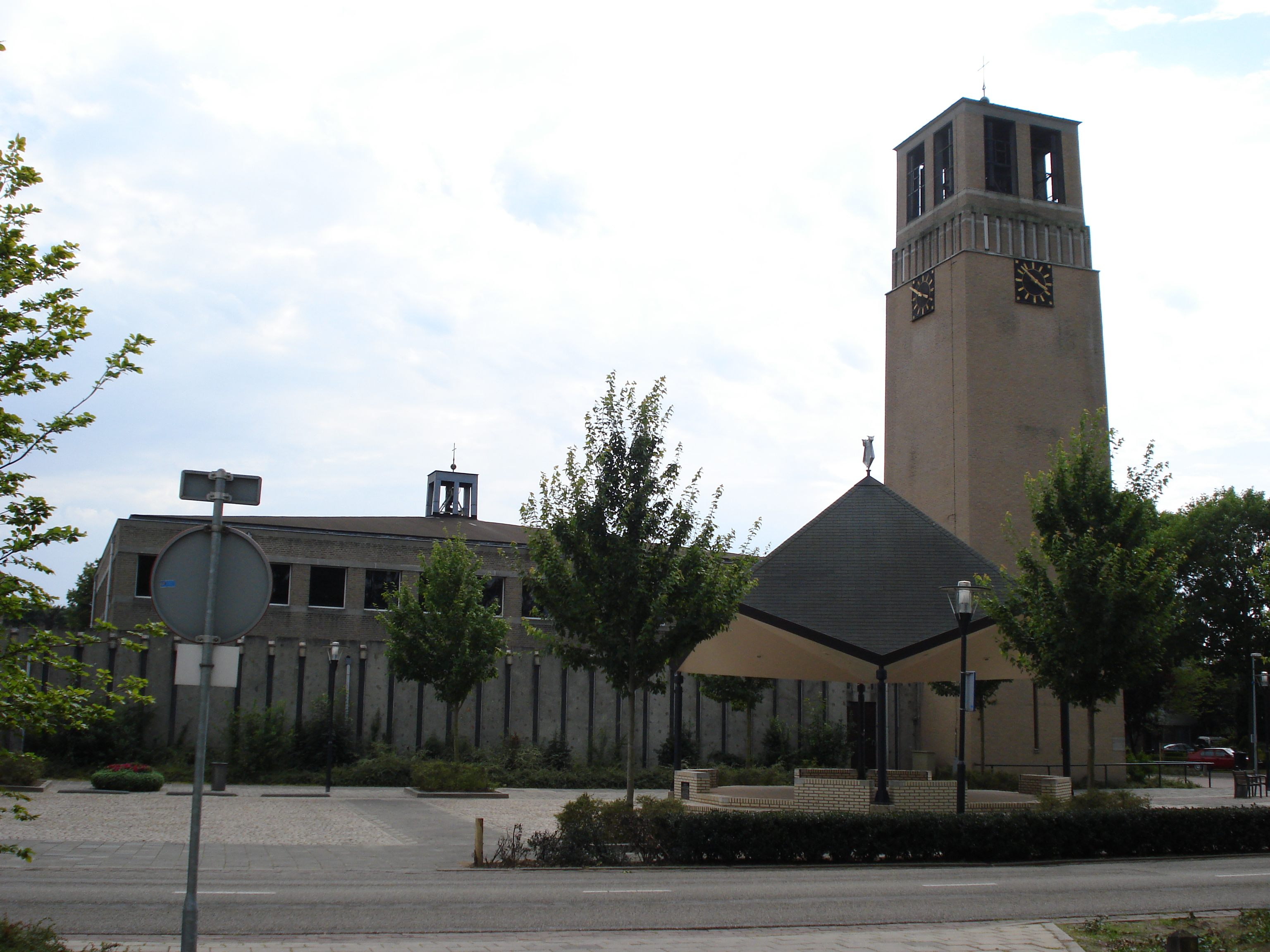
Odiliapeel, l'église de la découverte de la Croix, Architecte Jan de Jong, 1959.

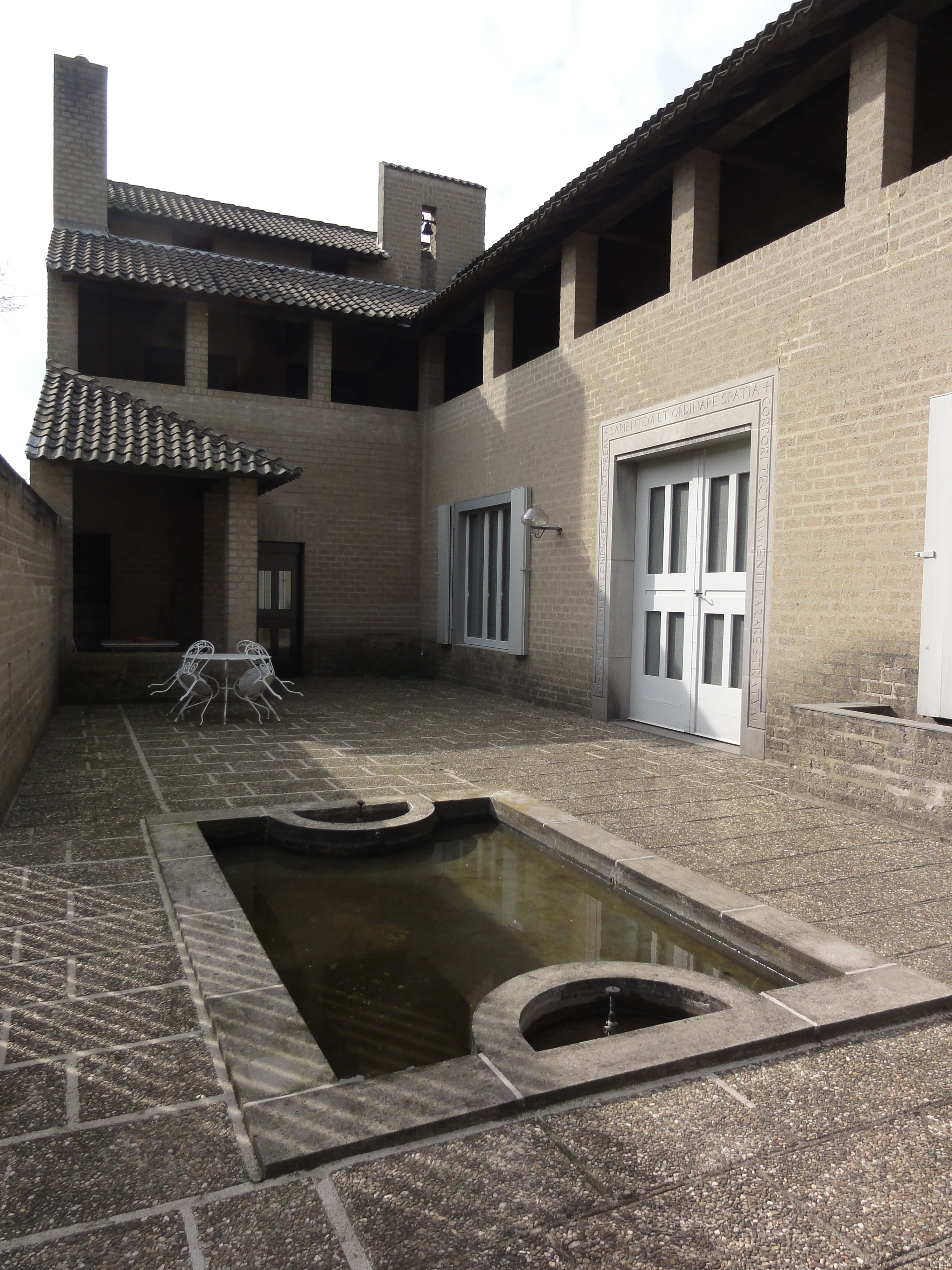
Schaijk (Landerd, N-Br) Maison de Jan de Jong, terrasse et aile d'habitation ,.

Jan de Jong est né en 1917 dans le Brabant-Septentrional, province où il a vécu toute sa vie. Après le HBS (lycée moderne) à Tilbourg, il suit les cours d'architecture religieuse de Dom Hans van der Laan à Bois-le-Duc, et il est considéré l'élève le plus brillant de cette Bossche School, où on développe une architecture basé sur le nombre plastique.
Van der Laan et De Jong s'inspirent réciproquement et réussissent de se libérer du passé : On ne trouve ni arcades, ni formes rondes, ni décorations traditionnelles, mais les lignes droites, les proportions équilibrés dominent ses projets.
De Jong se fait remarquer entre 1957 et 1960 par les trois projets d'église: l'église H. Gerardus Majella à Gemert, celle de la H. Kruisvinding à Odiliapeel (1959) et l'église St. Benedictus à Rijswijk (1958) et c'est ainsi qu'il devient le chef de file de la forme rigoureuse et sobre de la Bossche School.
Dans le même style sobre, il a dessiné l'ancienne mairie de Schaijk et sa propre maison également à Schaijk.